# Secastilla
Secastilla – gmina w Hiszpanii, w prowincji Huesca, w Aragonii, o powierzchni 47,42 km². W 2011 roku gmina liczyła 153 mieszkańców.